# Suffolk (Wirginia)
Suffolk – miasto w Stanach Zjednoczonych, w stanie Wirginia.